# Aša
Aša (avestico s.n.: "verità", "ordine", "giustizia") è una delle dottrine fondamentali del Mazdeismo nonché uno degli Ameša Spenta. 
Come Aša Vahištā (avestico; "Verità Ottima"; in pahlavico Ardvahišt) è il quarto nome di Ahura Mazdā.
Lo Aša corrisponde allo Arta (antico-persiano) delle iscrizioni degli Achemenidi  e  al sanscrito vedico Ṛta.
Lo Aša è, già nelle religioni iraniche pre-mazdaiche, la nozione di "verità" acquisita per mezzo di una iniziazione che
(Gherardo Gnoli. Le religioni dell'antico Iran e Zoroastro in Giovanni Filoramo (a cura di) Storia delle religioni vol.1 Le Religioni antiche. Bari, Laterza, 1994 pag.469)
Coloro che erano portatori di questa condizione "illuminata", generata dal rispetto dei rituali religiosi e delle norme che li fondavano, venivano indicati come ašavan (artāvan, ṛtāvan) ovvero "possessori della Verità":
(Gherardo Gnoli. Op.cit. pag.469)